# نعام ألالة (مسلسل)
نعام ألالة مسلسل درامي اجتماعي مغربي عرض للمرة الأولى في 7 يونيو 2016 عبر قناة الأولى. المسلسل من إخراج زكية الطاهري، وبطولة كل من مريم الزعيمي، نعيمة إلياس، بشرى أهريش، محسن مالزي، إيمان الرغاي، فاطمة الزهراء لحرش .

## القصة
تقوم فتاة شابة تدعى «حياة» بالبحث عن أبيها المجهول الذي غادر أسرته منذ زمن طويل بنية الهجرة إلى إيطاليا ولم يترك وراءه أثر. فتسافر حياة ذات الأصول التازية إلى مدينة الدار البيضاء لتخوض معارك اجتماعية من أجل الوصول إلى هدفها والانتقام لعائلتها. وتجد حياة نفسها تعيش مع ثلاثة فتيات: السعدية، رقية وإيمان. كل واحدة لها قصة مختلفة وغاية خاصة، شاءت الظروف أن تجمعهم في منزل السيدة هنُّو(مي هنو) ليعملن كخادمات في منازل أحد الأحياء الراقية بالدار البيضاء المسمى تجزئة الليمون، وتسعى حياة من خلال عملها هذا إلى إيجاد أبيها.

## الممثلين
- مريم الزعيمي
- نعيمة إلياس
- بشرى أهريش
- محسن مالزي
- إيمان الرغاي
- فاطمة الزهراء لحرش